# بیا برقصیم (فیلم ۲۰۰۷)
بیا برقصیم (به هندی: Aaja Nachle) فیلمی محصول سال ۲۰۰۷ و به کارگردانی آنیل مهتا است. در این فیلم بازیگرانی همچون مادهوری دیکشیت، آکشای کانا، کونکونا سن شارما، جوگال هانسراج، کونال کاپور، دیویا دوتا، راغوبیر یاداو، آکیلندرا میشرا، نوازالدین صدیقی ایفای نقش کرده‌اند.